# Lycomorphodes occinea
Lycomorphodes occinea är en fjärilsart som beskrevs av Butler 1855. Lycomorphodes occinea ingår i släktet Lycomorphodes och familjen björnspinnare. Inga underarter finns listade i Catalogue of Life.